# Arrondissement d'Acqui
L'arrondissement d'Acqui est une ancienne division administrative française du département de Montenotte créée le 6 juin 1805, dans le cadre de la nouvelle organisation administrative mise en place par Napoléon Ier en Italie et supprimée le 11 avril 1814, après la chute de l'Empire.

## Composition
L'arrondissement d'Acqui comprenait les cantons de : 
- Acqui Terme
- Castelletto d'Orba
- Dego
- Incisa Scapaccino
- Nizza Monferrato
- San Stefano Belbo
- Spigno Monferrato
- Visone[1].